# 2018년 동계 올림픽 미국 선수단
2018년 동계 올림픽 미국 선수단은 대한민국 평창군에서 개최된 2018년 동계 올림픽에 참가한 올림픽 미국 선수단이다. 미국의 동계 올림픽 참가는 이번이 23번째 참가로, 1924년 동계 올림픽부터 한번도 빠지지 않고 참가하고 있다. 개막식에는 미국 부통령 마이크 펜스와 그의 부인 캐런 펜스가 참석했다.
이번 올림픽에는 총 240명의 선수가 15개 전 종목에 참가하며, 지난 대회보다 10명이 더 늘어나 사상 최대 규모의 선수단이 될 예정이다.

## 참가 선수
다음은 각 종목별 선수 참가 현황이다.
| 종목           | 남자 | 여자 | 총합 |
| -------------- | ---- | ---- | ---- |
| 알파인스키     | 12   | 10   | 22   |
| 바이애슬론     | 5    | 5    | 10   |
| 봅슬레이       | 12   | 4    | 16   |
| 크로스컨트리   | 9    | 11   | 20   |
| 컬링           | 5    | 5    | 10*  |
| 피겨스케이팅   | 7    | 7    | 14   |
| 프리스타일     | 15   | 14   | 29   |
| 아이스하키     | 25   | 23   | 48   |
| 루지           | 7    | 3    | 10   |
| 노르딕복합     | 5    | 0    | 5    |
| 쇼트트랙       | 5    | 3    | 8    |
| 스켈레톤       | 2    | 2    | 4    |
| 스키점프       | 4    | 3    | 7    |
| 스노보드       | 14   | 11   | 25   |
| 스피드스케이팅 | 7    | 6    | 13   |
| 총합           | 134  | 107  | 241  |

*컬링 종목에는 12명이 배정됐지만 그 중 두명은 4인경기와 혼성경기에 모두 참가하였다.

## 메달리스트
| 메달            | 이름 | 종목            | 세부 종목          | 날짜     |
| --------------- | --- | --------------- | ------------------ | -------- |
| 금메달          | 레드먼드 제러드 | 스노보드        | 남자 슬로프스타일  | 2월 11일 |
| 금메달          | 제이미 앤더슨 | 스노보드        | 여자 슬로프스타일  | 2월 12일 |
| 금메달          | 클로이 킴 | 스노보드        | 여자 하프파이프    | 2월 13일 |
| 금메달          | 숀 화이트 | 스노보드        | 남자 하프파이프    | 2월 13일 |
| 금메달          | 미카엘라 시프린 | 알파인스키      | 여자 대회전        | 2월 13일 |
| 금메달          | 제시카 디긴스 키컨 랜덜 | 크로스컨트리    | 여자 단체 스프린트 | 2월 21일 |
| 금메달          | 여자 아이스하키 국가대표팀 \| 케일라 반스 \| \| 조셀린 라무르 \| \| \| \| 케이시 벨라미 \| \| 모니크 라무르 \| \| \| \| 한나 브랜트 \| \| 지셀 마빈 \| \| \| \| 켄달 코인 \| \| 시드니 모린 \| \| \| \| 대니 캐머러네시 \| \| 켈리 패넥 \| \| \| \| 브리아나 데커 \| \| 아만다 펠키 \| \| \| \| 메건 더건 \| \| 에밀리 팔처 \| \| \| \| 캘리 플래너건 \| \| 알렉스 릭스비 \| \| \| \| 니콜 헨즐리 \| \| 매디 루니 \| \| \| \| 메건 켈러 \| \| 헤일리 스카루파 \| \| \| \| 아만다 케젤 \| \| 리 스텍클라인 \| \| \| | 아이스하키      | 여자 토너먼트      | 2월 22일 |
| 금메달          | 데이비드 와이즈 | 프리스타일      | 남자 하프파이프    | 2월 22일 |
| 금메달          | 타일러 조지 맷 해밀턴 존 랜드스타이너 조 폴로 존 슈스터 | 컬링            | 남자 토너먼트      | 2월 24일 |
| 은메달          | 크리스 매즈더 | 루지            | 남자 1인승         | 2월 11일 |
| 은메달          | 존헨리 크루거 | 쇼트트랙        | 남자 1000m         | 2월 13일 |
| 은메달          | 닉 괴퍼 | 프리스타일      | 남자 슬로프스타일  | 2월 18일 |
| 은메달          | 로렌 기브스 엘라나 마이어스 | 봅슬레이        | 2인승              | 2월 21일 |
| 은메달          | 미카엘라 시프린 | 알파인스키      | 여자 복합          | 2월 22일 |
| 은메달          | 알렉스 페레이라 | 프리스타일      | 남자 하프파이프    | 2월 22일 |
| 은메달          | 제이미 앤더슨 | 스노보드        | 여자 빅에어        | 2월 22일 |
| 은메달          | 카일 맥 | 스노보드        | 남자 빅에어        | 2월 24일 |
| 동메달          | 네이선 첸 알렉사 시메카 니어림 크리스 니어림 미라이 나가수 애덤 리폰 알렉스 시부타니 마이아 시부타니 브래디 테넬 | 피겨스케이팅    | 팀이벤트           | 2월 12일 |
| 동메달          | 아리엘 골드 | 스노보드        | 여자 하프파이프    | 2월 13일 |
| 동메달          | 알렉스 시부타니 마이아 시부타니 | 피겨스케이팅    | 아이스댄싱         | 2월 20일 |
| 동메달          | 브리타 시고니 | 프리스타일      | 여자 하프파이프    | 2월 20일 |
| 동메달          | 린지 본 | 알파인스키      | 여자 다운힐        | 2월 21일 |
| 동메달          | 헤더 베르흐스마 브리타니 보 미아 망가넬로 카를레인 샤우텐스 | 스피드스케이팅  | 여자 팀추적        | 2월 21일 |
| 케일라 반스     | | 조셀린 라무르   |                    |          |
| 케이시 벨라미   | | 모니크 라무르   |                    |          |
| 한나 브랜트     | | 지셀 마빈       |                    |          |
| 켄달 코인       | | 시드니 모린     |                    |          |
| 대니 캐머러네시 | | 켈리 패넥       |                    |          |
| 브리아나 데커   | | 아만다 펠키     |                    |          |
| 메건 더건       | | 에밀리 팔처     |                    |          |
| 캘리 플래너건   | | 알렉스 릭스비   |                    |          |
| 니콜 헨즐리     | | 매디 루니       |                    |          |
| 메건 켈러       | | 헤일리 스카루파 |                    |          |
| 아만다 케젤     | | 리 스텍클라인   |                    |          |

## 종목별 성적

### 루지
남자
| 선수 | 세부 종목 | 1차 시기 | 1차 시기 | 2차 시기 | 2차 시기 | 3차 시기 | 3차 시기 | 4차 시기 | 4차 시기 | 합계 | 합계 |
| 선수 | 세부 종목 | 기록     | 순위     | 기록     | 순위     | 기록     | 순위     | 기록     | 순위     | 기록 | 순위 |

여자
| 선수            | 세부 종목 | 1차 시기 | 1차 시기 | 2차 시기 | 2차 시기 | 3차 시기 | 3차 시기 | 4차 시기 | 4차 시기 | 합계     | 합계 |
| 선수            | 세부 종목 | 기록     | 순위     | 기록     | 순위     | 기록     | 순위     | 기록     | 순위     | 기록     | 순위 |
| Summer Britcher | 1인승     | 46.829   | 15       | 46.132   | 1        | 46.603   | 8        | 48.770   | 19       | 3:08.334 | 19   |
| Erin Hamlin     | 1인승     | 46.357   | 6        | 46.333   | 5        | 46.506   | 5        | 46.716   | 8        | 3:05.912 | 6    |
| Emily Sweeney   | 1인승     | 46.595   | 11       | 46.9602  | 23       | 46.917   | 16       | DNF      | DNF      | DNF      | DNF  |

### 바이애슬론
| 선수 | 세부 종목 | 기록 | 사격 실수 | 순위 |

### 봅슬레이
| 선수 | 세부 종목 | 1차 시기 | 1차 시기 | 2차 시기 | 2차 시기 | 3차 시기 | 3차 시기 | 4차 시기 | 4차 시기 | 합계 | 합계 |
| 선수 | 세부 종목 | 기록     | 순위     | 기록     | 순위     | 기록     | 순위     | 기록     | 순위     | 기록 | 순위 |

### 쇼트트랙 스피드 스케이팅
남자
| 선수 | 세부 종목 | 예선 | 예선 | 준준결선 | 준준결선 | 준결선 | 준결선 | 결선 | 결선 | 최종 순위 | 최종 순위 |
| 선수 | 세부 종목 | 기록 | 순위 | 기록     | 순위     | 기록   | 순위   | 기록 | 순위 | 최종 순위 | 최종 순위 |

### 알파인 스키
총 15명의 선수가 배정됐다.
| 여자 - 메건 맥제임스 - 로렌 로스 - 미카엘라 시프린 - 레시 스티글러 - 린지 본 - 재클린 와일스 | 남자 - 브라이스 베넷 - 토미 비즈메버 - 데이비드 초둔스키 - 라이언 코크런시글 - 토미 포드 - 재러드 골드버그 - 놀란 캐스퍼 - 테드 리지티 - 앤드류 웨이브리슈트 |

| 선수 | 세부 종목 | 1차 시기 | 1차 시기 | 2차 시기 | 2차 시기 | 합계 | 합계      |
| 선수 | 세부 종목 | 기록     | 순위     | 기록     | 순위     | 기록 | 최종 순위 |

### 컬링
4인조
| 팀 | 종목 | 조별경기    | 조별경기    | 조별경기    | 조별경기    | 조별경기    | 조별경기    | 조별경기    | 조별경기    | 조별경기    | 조별경기 | 준결승      | 결승 / 3위  | 결승 / 3위 |
| 팀 | 종목 | 상대팀 점수 | 상대팀 점수 | 상대팀 점수 | 상대팀 점수 | 상대팀 점수 | 상대팀 점수 | 상대팀 점수 | 상대팀 점수 | 상대팀 점수 | 순위     | 상대팀 점수 | 상대팀 점수 | 순위       |

### 프리스타일 스키
| 선수 | 세부 종목 | 예선     | 예선     | 예선     | 예선     | 결선     | 결선     | 결선     | 결선     | 결선     | 결선     |
| 선수 | 세부 종목 | 1차 시기 | 1차 시기 | 2차 시기 | 2차 시기 | 1차 시기 | 1차 시기 | 2차 시기 | 2차 시기 | 3차 시기 | 3차 시기 |
| 선수 | 세부 종목 | 점수     | 순위     | 점수     | 순위     | 점수     | 순위     | 점수     | 순위     | 점수     | 순위     |
|      |           |          |          |          |          |          |          |          |          |          |          |

### 피겨 스케이팅
| 선수 | 세부 종목 | 쇼트 프로그램 | 쇼트 프로그램 | 프리 스케이팅 | 프리 스케이팅 | 합계 | 합계 |
| 선수 | 세부 종목 | 점수          | 순위          | 점수          | 순위          | 점수 | 순위 |